# Drakpilört
Persicaria microcephala är en slideväxtart som först beskrevs av David Don, och fick sitt nu gällande namn av Shun-ichi Syun'iti Sasaki. Persicaria microcephala ingår i släktet pilörter, och familjen slideväxter.

## Underarter
Arten delas in i följande underarter:
- P. m. sphaerocephala
- P. m. wallichii